# MacNevenův palác
MacNevenův, též MacNavenův, či MacNevenovský palác, jinak zvaný Palackého dům je historická budova v Palackého ulici č. 7, čp. 719/II na Novém Městě v Praze 1, která spojuje ulice Vodičkovu a Jungmannovu, poblíž Václavského náměstí. Objekt je chráněn jako kulturní památka.

## Dějiny paláce

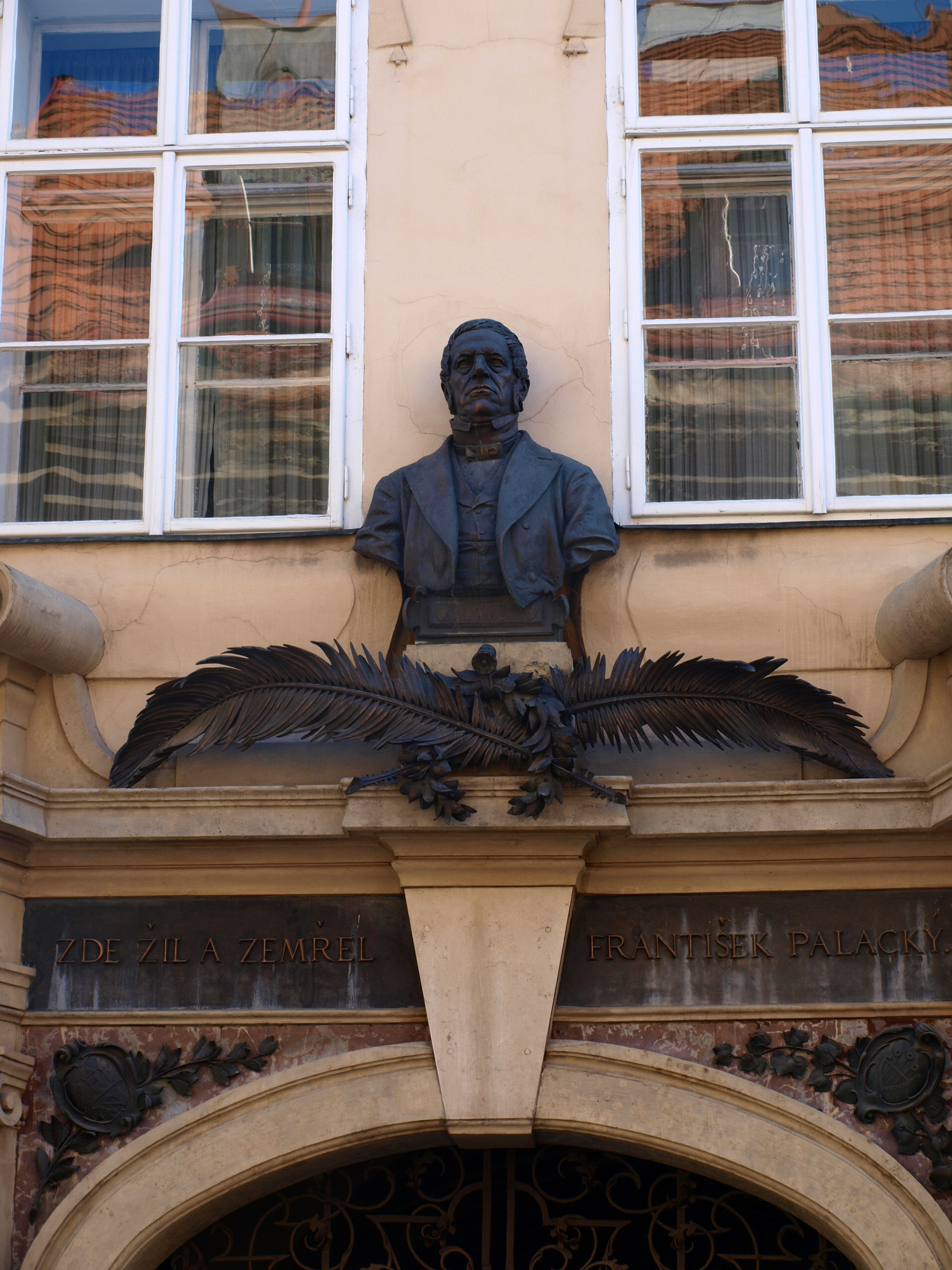
MacNevenův palác, busta Františka Palackého

Na místě paláce stávaly dva gotické domy, postavené po roce 1370, které patřily ke klášteru při chrámu Panny Marie Sněžné.
Zřejmě na počátku 15. století byly domy spojeny. Dům byl označován U Smetanů. Rozsáhlé renesanční přestavby se budova dočkala před rokem 1613, kdy palác patřil komorníkovi zemských desk, Janu Třeboňskému z Kružnova. Dalším majitelem koncem byl soudce komorního soudu a vrchní nad královskými statky Vilém Jindřich Odkolek.
Dnešní podoba paláce je dílem Ignáce Jana Nepomuka Palliardiho z přestavby, provedené pro barona Viléma MacNevena kolem roku 1770. V roce 1790 palác koupil advokát Ferdinand Hirsch ze Sternfeldu. Jeho dcera palác postoupila své sestřenici Marii Lankischové z Hornic, která se vdala za advokáta Jana Měchuru. Jeho dcera Terezie Měchurová později palác přinesla věnem Františkovi Palackému, který zde žil a v roce 1876 také zemřel. V roce 1853 se s jejich dcerou Marií oženil František Ladislav Rieger, který tu pak rovněž žil a roku 1903 zemřel. Po jeho smrti dům zdědil jeho syn Bohuslav Rieger.
V 19. století proběhly ještě některé přestavby a v roce 1908 bylo vystavěno nové dvorní trojpatrové křídlo podle projektu Matěje Blechy.
Původní životní a pracovní prostředí obou výrazných osobností 19. století je v domě uchováno jako Památník Františka Palackého a Františka Ladislava Riegra. Památník je jednou z dlouhodobých expozic Národního muzea a je na požádání přístupný. Oba připomíná i Palackého busta od Josefa Václava Myslbeka z roku 1885 nad portálem, a vedle portálu umístěná Riegrova pamětní deska.

## Popis
Uliční průčelí budovy je dvoupatrové, šestiosé. Obě krajní osy ohraničují pilastry s kompozitními hlavicemi. Nad korunní římsou je nízký segmentový štít s rokokovým štukem. Fasáda přízemí je pásovaná, nad ním je profilovaná římsa. Uprostřed parteru je edikulový portál a po jeho stranách jsou nově upravené krámcové vchody.
V interiéru se dochovaly některé pozůstatky gotických a renesančních prostor.